# Samsung Euro Championship 2005
World Cyber Games Samsung Euro Championship 2005 odbyły się w niemieckim Hanowerze w dniach 10 – 13 marca 2005 podczas targów CeBIt. W turnieju wzięło udział 300 zawodników z 30 krajów. Pula nagród wynosiła 150 000 €.
Polacy zdobyli jeden złoty medal w konkurencji Counter-Strike. W klasyfikacji medalowej zajęli 3 miejsce po Niemczech i Holandii.

## Rozgrywane konkurencje
Uczestnicy Samsung Euro Championship w 2005 roku rywalizowali w 8 konkurencjach.
- Strzelanka pierwszoosobowa
  -  Counter-Strike
  -  Halo 2
  -  Unreal Tournament

- Real-Time Strategy
  -  StarCraft: Brood War
  -  Warcraft III: The Frozen Throne

- Sport
  -  FIFA Football 2005

- Wyścigi
  -  Need for Speed: Underground 2
  -  Project Gotham Racing 2

## Państwa biorące udział w Samsung Euro Championship 2005
W turnieju Samsung Euro Championship 2005 wystartowało 300 reprezentantów 30 krajów.
- Austria
- Dania
- Francja
- Hiszpania
- Holandia
- Chorwacja
- Niemcy
- Polska
- Rosja
- Rumunia
- Włochy

## Polscy reprezentanci
Polska po raz 1. uczestniczyła w Samsung Euro Championship. Reprezentacja Polski liczyła 5 e-sportowców.

### Zdobyte medale

#### Złote
- Filip Kubski, Zbigniew Rudnicki, Bartosz Skorupa, Łukasz Wnęk, Wiktor Wojtas – Counter-Strike

### Reprezentanci
Counter-Strike
- Filip Kubski (Team Pentagram)
- Zbigniew Rudnicki (Team Pentagram)
- Bartosz Skorupa (Team Pentagram)
- Łukasz Wnęk (Team Pentagram)
- Wiktor Wojtas (Team Pentagram)

## Medaliści
| Konkurencja           |                                                                                         |           |           |
| Counter-Strike        | Team Pentagram Filip Kubski Zbigniew Rudnicki Bartosz Skorupa Łukasz Wnęk Wiktor Wojtas | SK Gaming | Niemcy    |
| FIFA                  | Niemcy                                                                                  | Rosja     | Hiszpania |
| Halo                  | Niemcy                                                                                  | Francja   | Holandia  |
| Need for Speed        | Niemcy                                                                                  | Austria   | Rumunia   |
| Project Gotham Racing | Holandia                                                                                | Austria   | Niemcy    |
| StarCraft             | Niemcy                                                                                  | Rosja     | Hiszpania |
| Unreal Tournament     | Włochy                                                                                  | Austria   | Holandia  |
| Warcraft III          | Holandia                                                                                | Francja   | Chorwacja |

## Klasyfikacja medalowa
| Lp. | Państwo   | złoto | srebro | brąz | razem |
| --- | --------- | ----- | ------ | ---- | ----- |
| 1.  | Niemcy    | 4     | 0      | 2    | 6     |
| 2.  | Holandia  | 2     | 0      | 2    | 4     |
| 3.  | Polska    | 1     | 0      | 0    | 1     |
| 3.  | Włochy    | 1     | 0      | 0    | 1     |
| 5.  | Austria   | 0     | 3      | 0    | 3     |
| 6.  | Rosja     | 0     | 2      | 0    | 2     |
| 6.  | Francja   | 0     | 2      | 0    | 2     |
| 8.  | Dania     | 0     | 1      | 0    | 1     |
| 9.  | Hiszpania | 0     | 0      | 2    | 2     |
| 10. | Chorwacja | 0     | 0      | 1    | 1     |
| 10. | Rumunia   | 0     | 0      | 1    | 1     |